# Biokatalyse

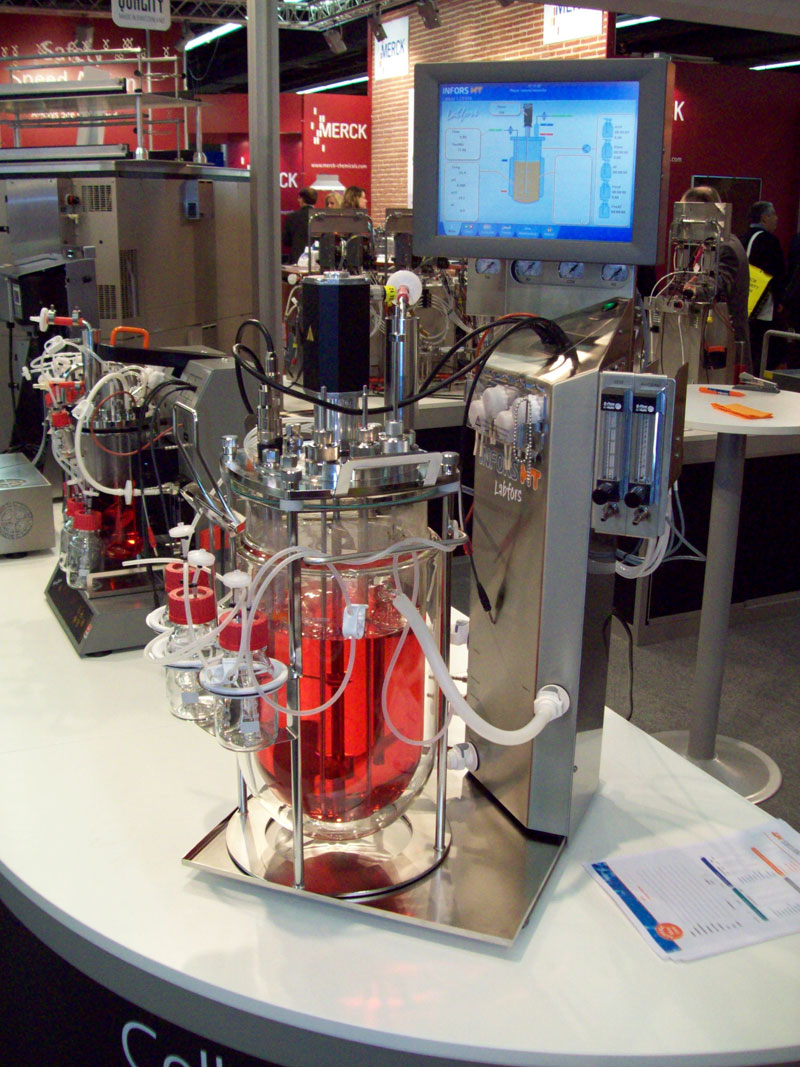
Bioreaktor (Fermenter) im Labormaßstab

Als Biokatalyse wird eine Umsetzung und Beschleunigung oder Lenkung chemischer Reaktionen (Katalyse) bezeichnet, in der Enzyme als biologische Katalysatoren  dienen. Enzyme bestehen vollständig oder überwiegend aus einem oder mehreren Proteinen (Eiweißen) und teilweise auch einem Kofaktor. Die meisten biochemischen Reaktionen in Lebewesen werden von spezifischen Enzymen katalysiert.
Beim Einsetzen der Biokatalyse in technischen Anwendungen (Biotechnologie) werden Enzyme, entweder isoliert oder in der lebenden Zelle, zur Katalyse von chemischen Reaktionen verwendet. Es ist ein junges Gebiet im Überschneidungsbereich von Biotechnologie und Chemie.
Als Synonyme zum Begriff Biokatalyse werden gelegentlich die Begriffe Biokonversion und Biotransformation verwendet. Teilweise wird aber auch unterschieden in Biokatalyse als Überbegriff für alle enzymkatalysierten biochemischen Reaktionen, während die beiden anderen Begriffe für enzymkatalysierte Reaktionen in technischen Anwendungen (Biotechnologie) verwendet werden.

## Geschichte

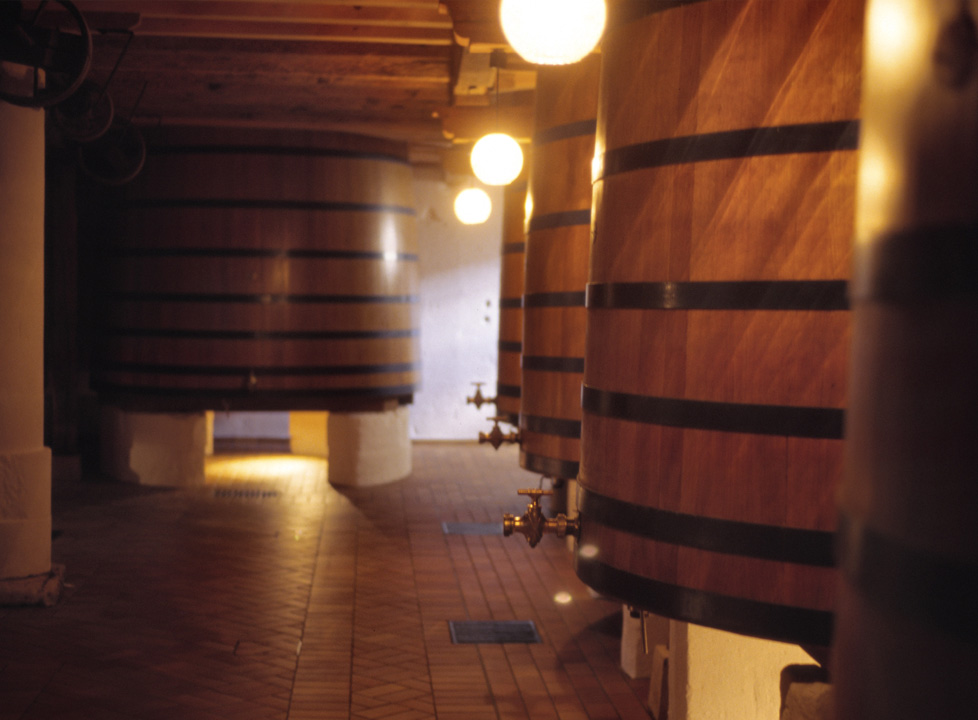
Gärbehälter zur Weinherstellung

Beim Bierbrauen, einem Beispiel für Biokatalyse, handelt es sich um einen der ältesten bekanntesten chemischen Prozesse der Menschheit. Seit Jahrhunderten sind biokatalytische Prozesse unter Einsatz von Bakterien, Hefen oder Pilzen, besonders in der Herstellung von Wein, Bier, Käse und anderen Nahrungsmitteln bekannt. Auch in der pharmazeutischen Industrie werden seit langem biokatalytische Prozesse eingesetzt.
Dabei geht es zum Teil um die Verwirklichung von anders nicht durchführbaren Reaktionen und zum Teil um den Ersatz von bereits bestehenden Synthesen mit giftigen Reagenzien und Lösemitteln. Im Sinne der Nachhaltigkeit werden diese durch mildere Methoden ersetzt, denn Biokatalysatoren arbeiten häufig in Wasser und bei 20 bis 40 °C.
Beispiele für wirtschaftlich bedeutende biokatalysierte Prozesse sind die Herstellung von Vitamin C, die Aspartam-Herstellung, die Verzuckerung von Stärke zu Glukosesirup und die Antibiotika-Herstellung durch enzymatische Spaltung von Penicillin G.

## Vorteile der Biokatalyse

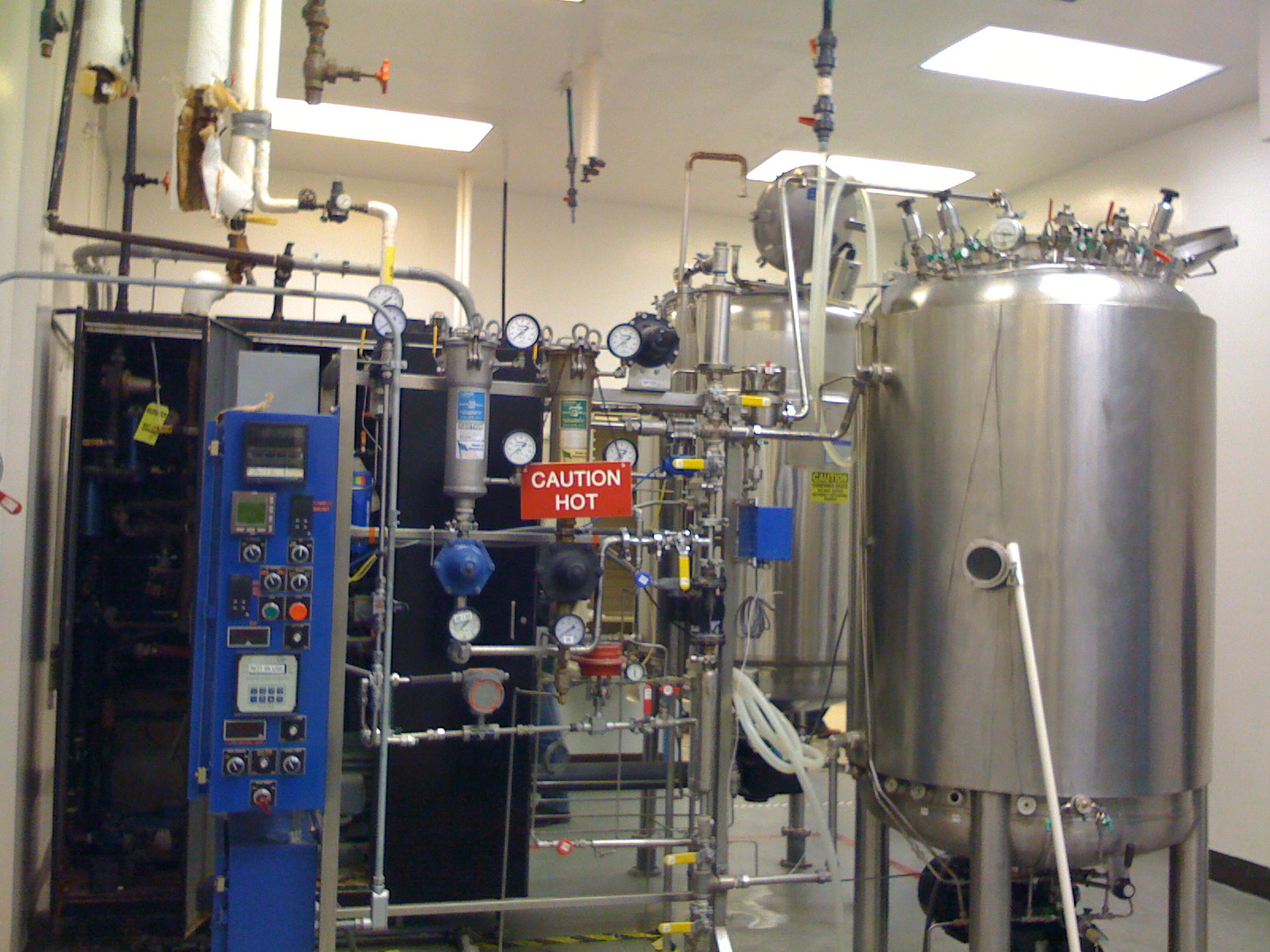
Bioreaktor zur bakteriellen Herstellung von Vakzinen

Die Vorteile der Biokatalyse für die organische Synthese liegen vor allem in der Selektivität, die eine Voraussetzung für das Erzielen einer hohen Ausbeute ist. Enzyme bieten Vorteile bei der Chemoselektivität, der Regioselektivität, der Diastereoselektivität und der Enantioselektivität.
Enzyme reagieren oft unter milden Bedingungen, so dass bei gegebenen Reaktionsbedingungen nur eine funktionelle Gruppe reagiert. Das führt auch dazu, dass Produkte biokatalytischer Prozesse oft reiner sind und die Abtrennung von Nebenprodukten unproblematischer ist.
Auf Grund der komplexen Struktur von Enzymen katalysieren diese oft regio- und diastereoselektive Reaktionen. Die oft vorhandene Chiralität des Enzymes kann bei verschiedenen Reaktionen auf das prochirale Substrat zur Herstellung enantiomerenreiner Komponenten übertragen werden. Besonders bei der Herstellung von Arzneistoffen und Wirkstoffen in der Agrochemie sind diese Komponenten als chirale Bausteine begehrt.
Auch die milden Reaktionsbedingungen, der Gebrauch von Wasser als Lösungsmittel in vielen Reaktionen und die biologische Abbaubarkeit sind Gründe für eine intensive Erforschung der Biokatalyse.
Erfolgreiche Methoden für die Verbesserung von Enzymen für die Biokatalyse sind die gerichtete Evolution und das rationale Proteindesign.

## Anwendung der Biokatalyse
Biokatalyse hat in verschiedenen Industriezweigen bedeutende Anwendungen gefunden. In der Pharmazie spielt sie eine entscheidende Rolle bei der Herstellung von lebenswichtigen Verbindungen wie Vitamin C und Antibiotika. Die Präzision und Selektivität von Enzymen ermöglichen eine effiziente Produktion dieser pharmazeutischen Wirkstoffe. In der Lebensmittelindustrie wird Biokatalyse erfolgreich bei der Bierherstellung sowie der Produktion von Sekt und Champagner eingesetzt. Enzyme unterstützen dabei nicht nur den Fermentationsprozess, sondern tragen auch zur Verbesserung von Aromen und Geschmacksprofilen bei. In der Biotechnologie findet die Biokatalyse Anwendung in der Abwasserbehandlung, wo Enzyme Schadstoffe abbauen und so zu einer nachhaltigen Umwelt beitragen. Schließlich spielt die chemische Synthese eine wichtige Rolle, wenn es um die Herstellung von Feinchemikalien geht. Die präzise Steuerbarkeit von enzymatischen Reaktionen ermöglicht die effiziente und umweltfreundliche Synthese komplexer Moleküle in der chemischen Industrie. Biokatalyse stellt somit eine vielseitige und nachhaltige Technologie dar, die in verschiedenen Branchen dazu beiträgt, Prozesse zu optimieren und umweltfreundliche Lösungen zu fördern.

## Asymmetrische  Biokatalyse
Bei der asymmetrischen Biokatalyse können zwei prinzipielle Methoden unterschieden werden; zum einen die kinetische Racematspaltung und die biokatalytische asymmetrische Synthese.
Bei der kinetischen Racematspaltung wird ein Racemat mit Hilfe von Enzymen umgewandelt. Auf Grund der Chiralität der Enzyme reagiert ein Enantiomer im Racematgemisch schneller unter Biokatalyse zum Zielprodukt, während die andere nicht reagiert.–
Die biokatalytische asymmetrische Synthese ist eine Reaktion, bei der eine prochirale Komponente enantioselektiv in eine chirale umgewandelt wird, etwa bei der enantioselektiven Reduktion von Ketonen durch Hefe.